# Trần Việt Tân
Trần Việt Tân (sinh năm 1955) nguyên là một tướng lĩnh Công an nhân dân Việt Nam, hàm Trung tướng. Ông nguyên là Thượng tướng, Ủy viên Đảng ủy Công an Trung ương, Tổng cục trưởng Tổng cục V, nguyên Thứ trưởng Bộ Công an Việt Nam (2011–2016).
Ngày 8 tháng 8 năm 2018, theo quyết định số 988/QĐ-TTg, Thủ tướng Nguyễn Xuân Phúc đã thi hành kỷ luật bằng hình thức xóa tư cách Thứ trưởng Bộ Công an giai đoạn 2011-2016, trình Chủ tịch nước giáng cấp bậc hàm từ Thượng tướng xuống Trung tướng đối với ông, do có những vi phạm, khuyết điểm rất nghiêm trọng trong công tác và Bộ Chính trị đã thi hành kỷ luật về Đảng tại Quyết định số 822-QĐNS/TW ngày 31/7/2018.
Ngày 14 tháng 12 năm 2018, ông bị cơ quan cảnh sát điều tra (Bộ Công an) khởi tố bị can, cấm đi khỏi nơi cư trú để điều tra dấu hiệu phạm tội Thiếu trách nhiệm gây hậu quả nghiêm trọng, theo điều 285 Bộ luật Hình sự năm 2015, sửa đổi, bổ sung 2017, do liên quan đến quá trình điều tra mở rộng vụ án Lợi dụng chức vụ, quyền hạn trong khi thi hành công vụ do Phan Văn Anh Vũ (tức Vũ nhôm) và đồng phạm thực hiện.liên quan đến quá trình điều tra mở rộng vụ án Lợi dụng chức vụ, quyền hạn trong khi thi hành công vụ do Phan Văn Anh Vũ (tức Vũ nhôm) và đồng phạm thực hiện. Chiều 30/1/2019, TAND Hà Nội tuyên phạt bị cáo Trần Việt Tân 3 năm tù, bị cho là thiếu trách nhiệm trong việc quản lý, chỉ đạo cục B61 giúp Vũ xin quyền sử dụng đất công sản tại Đà Nẵng và TP HCM không qua đấu giá, không sử dụng vào mục đích nghiệp vụ của ngành công an.
Được biết, trước khi ông Trần Việt Tân bị khởi tố, Chủ tịch nước Cộng hòa Xã hội Chủ nghĩa Việt Nam đã ký Quyết định tước danh hiệu Công an nhân dân đối với ông Tân.

## Xuất thân và giáo dục
Trần Việt Tân sinh năm 1955, quê tại xã Tây Ninh, huyện Tiền Hải, tỉnh Thái Bình, người dân tộc Kinh.
Ông có trình độ Phó Giáo sư - Tiến sĩ.

## Sự nghiệp
Ông từng theo học và tốt nghiệp Học viện An ninh nhân dân khóa D3, sau đó thăng tiến dần trong ngành An ninh thuộc lực lượng Công an nhân dân. Trước khi được bổ nhiệm giữ chức vụ Thứ trưởng Bộ Công an, ông từng giữ các chức vụ 
Trưởng phòng, Cục B13 (1992); Phó Cục trưởng phụ trách Cục B13 (1995); Cục trưởng B13 (1998); Phó Tổng cục trưởng (2001) rồi Tổng cục trưởng (2009) Tổng cục Tình báo Bộ Công an (Tổng cục V), hàm Thiếu tướng.
Ngày 4 tháng 8 năm 2008, ông được thăng cấp bậc từ Thiếu tướng lên Trung tướng, cùng đợt với các tướng Công an khác là Lê Quý Vương, Bùi Văn Nam, Cao Ngọc Oánh.
Ngày 21 tháng 10 năm 2011, Thủ tướng Chính phủ đã ký Quyết định bổ nhiệm ông vào chức vụ Thứ trưởng Bộ Công an, vẫn kiêm chức Tổng cục trưởng Tổng cục Tình báo cho đến khi Thiếu tướng Đặng Xuân Loan được bổ nhiệm làm Tổng cục trưởng thay thế.
Ngày 22 tháng 7 năm 2013, ông được thăng hàm Thượng tướng.
Từ ngày 1 tháng 3 năm 2016, ông nghỉ hưu.
Ngày 8 tháng 8 năm 2018, ông bị giáng hàm xuống Trung tướng.

## Đề nghị kỷ luật
Chiều ngày 27 tháng 7 năm 2018, ông Trần Việt Tân bị Ủy ban Kiểm tra Trung ương Đảng Cộng sản Việt Nam đề nghị Bộ Chính trị xem xét kỷ luật vì đã thiếu trách nhiệm, buông lỏng lãnh đạo, chỉ đạo, thiếu kiểm tra, giám sát, ký một số văn bản vi phạm quy định về bảo vệ bí mật nhà nước, gây hậu quả rất nghiêm trọng, ảnh hưởng rất xấu đến uy tín của ngành Công an và cá nhân đồng chí, gây dư luận xấu trong xã hội.
Ngày 28 tháng 7 năm 2018, Bộ Chính trị quyết định kỷ luật bằng hình thức cách chức Uỷ viên Ban chấp hành Đảng bộ Công an Trung ương nhiệm kỳ 2011 - 2016; giao Ban cán sự đảng Chính phủ chỉ đạo thực hiện quy trình xử lý kỷ luật về hành chính và giáng cấp bậc hàm đối với Thượng tướng Trần Việt Tân.
Ngày 8 tháng 8 năm 2018, theo quyết định số 988/QĐ-TTg, Thủ tướng Nguyễn Xuân Phúc thi hành kỷ luật bằng hình thức xóa tư cách Thứ trưởng Bộ Công an giai đoạn 2011-2016 đối với ông Trần Việt Tân, nguyên Thứ trưởng Bộ Công an, do có những vi phạm, khuyết điểm rất nghiêm trọng trong công tác và Bộ Chính trị đã thi hành kỷ luật về Đảng tại Quyết định số 822-QĐNS/TW ngày 31/7/2018.
Cùng ngày, Thủ tướng Nguyễn Xuân Phúc đã ký tờ trình Chủ tịch nước giáng cấp bậc hàm từ Thượng tướng xuống Trung tướng đối với ông Trần Việt Tân. Theo Quyết định số 1387/QĐ-CTN, Chủ tịch nước đã ký quyết định giáng cấp bậc hàm từ Thượng tướng xuống Trung tướng với ông.
Ngày 14 tháng 12 năm 2018, ông bị cơ quan cảnh sát điều tra (Bộ Công an) khởi tố bị can, cấm đi khỏi nơi cư trú để điều tra dấu hiệu phạm tội Thiếu trách nhiệm gây hậu quả nghiêm trọng, theo điều 285 Bộ luật Hình sự năm 1999 do liên quan đến quá trình điều tra mở rộng vụ án Lợi dụng chức vụ, quyền hạn trong khi thi hành công vụ do Phan Văn Anh Vũ (tức Vũ nhôm) và đồng phạm thực hiện.liên quan đến quá trình điều tra mở rộng vụ án Lợi dụng chức vụ, quyền hạn trong khi thi hành công vụ do Phan Văn Anh Vũ (tức Vũ nhôm) và đồng phạm thực hiện.
Được biết, trước khi ông Trần Việt Tân bị khởi tố, Chủ tịch nước Cộng hòa Xã hội Chủ nghĩa Việt Nam đã ký Quyết định tước danh hiệu Công an nhân dân đối với ông Tân.

## Tội phạm
Theo cáo trạng của Viện kiểm sát nhân dân tối cao Việt Nam, Trần Việt Tân khi đương chức Thứ trưởng Bộ Công an đã ký 6 văn bản gửi các cơ quan tổ chức cho công ty của Vũ Nhôm thuê 3 khu nhà đất phục vụ công tác ngành là số 16 Bạch Đằng (Đà Nẵng), 15 Thi Sách và 8 Nguyễn Trung Trực (TP HCM). Trần Việt Tân sau đó cũng đã thừa nhận việc này và lí giải do ông bận quá nhiều việc, văn bản cấp dưới (Cục Tình báo B61) trình lên thì kí mà không xem xét kĩ. Khi Vũ Nhôm nắm trong tay các bất động sản, ông Tân đã thiếu trách nhiệm chỉ đạo Tổng cục V, không giám sát dẫn đến việc Vũ Nhôm lợi dụng danh nghĩa công ty bình phong của ngành được mua và thuê nhà đất công không qua đấu giá, gây thiệt hại cho Nhà nước 155 tỷ đồng.. Chiều 30/1/2019, TAND Hà Nội tuyên phạt bị cáo Trần Việt Tân 3 năm tù. Ông Tân bị cho là thiếu trách nhiệm trong việc quản lý, chỉ đạo cục B61 giúp Vũ xin quyền sử dụng đất công sản tại Đà Nẵng và TP HCM không qua đấu giá, không sử dụng vào mục đích nghiệp vụ của ngành công an.

## Gia đình
Trần Việt Tân là con rể của Đại tướng Chu Huy Mân, nguyên Ủy viên Bộ Chính trị Đảng Cộng sản Việt Nam, nguyên Phó Chủ tịch Hội đồng nhà nước, chức vụ tương đương Phó Chủ tịch nước hiện nay.

## Phát ngôn
Sáng 30/1/2019, trước khi HĐXX nghị án, bị cáo Trần Việt Tân được nói lời sau cùng:
Hai bên gia đình nội và ngoại đều giàu truyền thống cách mạng. Bản thân tôi cũng vậy, chưa bao giờ nghĩ làm gì tổn hại đến đất nước nhưng hôm nay phải ra tòa, cảm thấy rất đau xót.
...
Tội đến đâu, tôi nhận đến đấy, không đổ cho bất cứ ai. Cảm ơn cơ quan điều tra, HĐXX, VKSND, các luật sư… Mong HĐXX khi nghị án xem xét toàn diện, khách quan để tôi được hưởng khoan hồng.

## Lịch sử thụ phong quân hàm
| Năm thụ phong | 2001        | 2008        | 2013         | 2018                    |
| ------------- | ----------- | ----------- | ------------ | ----------------------- |
| Cấp hiệu      |             |             |              |                         |
| Tên cấp hiệu  | Thiếu tướng | Trung tướng | Thượng tướng | Trung tướng (giáng cấp) |